# 28-я отдельная бригада радиационной, химической и биологической защиты
28-я отдельная ордена Жукова бригада радиационной, химической и биологической защиты (28 обррхбз, в/ч 65363) — тактическое соединение Сухопутных войск Российской Федерации.
Соединение находится в составе Южного военного округа с пунктом постоянной дислокации в г. Камышин.

## История
28-я бригада радиационной, химической и биологической защиты была сформирована 1 декабря 2011 года в городе Камышин Волгоградской области согласно директиве командующего Южного военного округа с целью совершенствования боевого состава и структуры Войск радиационной, химической и биологической защиты во исполнение указа Президента Российской Федерации от 28 апреля 2011 года №566. Пунктом постоянной дислокации стал г. Камышин.

## Задачи
28-я отдельная бригада радиационной, химической и биологической защиты решает вопросы дегазации, дезинфекции и дезактивации местности, техники, вооружения и объектов в зоне условного заражения. Для этого в составе соединения используются станции радиационной и химической разведки, автомобильные лаборатории экспресс-анализа обстановки, а также разведывательные дозорные машины радиационной и химической разведки. Вся специальная техника радиационной, химической и биологической защиты оснащена аппаратурой, которая позволяет передавать в автоматическом режиме собранные данные в штаб округа.

## Состав
- управление
- батальон радиационной, химической и биологической защиты
- батальон специальной обработки
- батальон радиационной, химической и биологической разведки
- батальон аэрозольного противодействия
- огнемётный батальон (Шмель-М и ТОС-1А «Солнцепёк»[4])
- рота управления[5]

## Награды
| Награда      | Дата           | За что награждена |
| ------------ | -------------- | --- |
| Орден Жукова | 2 декабря 2024 | За подвиги и отличия в боях по защите Отечества, мужество и самоотверженность, проявленные в ходе выполнения специально-боевых задач. Указ Президента Российской Федерации №1018 |